# Rude Awakening (film, 1989)
Pour les articles homonymes, voir Rude Awakening.
Pour plus de détails, voir Fiche technique et Distribution.
Rude Awakening est une comédie américaine réalisée par David Greenwalt et Aaron Russo sortie en 1989.

## Fiche technique
- Titre : Rude Awakening
- Réalisation : David Greenwalt et Aaron Russo
- Scénario : Neil Levy, Richard LaGravenese
- Musique : Jonathan Elias
- Production : Aaron Russo
- Studio : HBO Video[1]
- Pays d'origine :  États-Unis
- Genre : Comédie
- Durée : 100 minutes
- Date de sortie : 16 août 1989

## Distribution
- Cheech Marin : Jesus Montea
- Eric Roberts : Fred Wook
- Julie Hagerty : Petra Black
- Robert Carradine : Sammy Margolin
- Buck Henry : Lloyd Stool
- Louise Lasser : Ronnie Summers
- Cindy Williams : June Margolin
- Andrea Martin : April Stool
- Cliff De Young : Agent Brubaker
- Dion Anderson : Dr Binibon
- Peter Boyden : Dr Childs
- Nicholas Wyman : Dr Abbott
- Michael Luciano : Martin
- Tom Sizemore : Ian